# Hanti (métro de Séoul)
Hanti (hangeul : 한티 ; hanja : 한티) est une station de passage de la ligne Suin–Bundang du métro de Séoul. Elle est située au 228 Seolleung-ro, quartier Daechi-dong, dans l'arrondissement de Gangnam-gu, à Séoul en Corée du Sud.
Ouverte en 2003, la station est desservie par les rames omnibus qui circulent sur la ligne Suin–Bundang.

## Situation sur le réseau

Plan du réseau (2023)

Établie en souterrain, la station Hanti est une station de passage de la ligne Suin–Bundang du métro de Séoul. : elle est située entre la station Seolleung, en direction du terminus nord Cheongnyangni, et la station Dogok en direction du terminus ouest Incheon.

## Histoire
La station Hanti est mise en service le 3 septembre 2003, lors de l'ouverture à l'exploitation de la section de 6,6 km entre Suseo et Seolleung, sur la Ligne Bundang,,.
Puis c'est une station de passage de la ligne Suin–Bundang, lors de la création de celle-ci, le 12 septembre 2020, par la fusion de la ligne Bundang et de la ligne Suin, reliées par un nouveau tronçon complété par l'utilisation en commun d'un tronçon de la ligne 4 du métro de Séoul.

## Services aux voyageurs

### Accès et accueil
La station souterraine est située au 228 Seolleung-ro, quartier Daechi-dong. Elle dispose de huit bouches, numérotées de 1 à 8, situées de part et d'autre de la Dogok-ro, de chaque côté de son croisement avec la Seolleung-ro. En sous-sol, comme toutes les stations de la ligne, elle dispose d'une billetterie équipée d'automates pour l'achat de titres de transport valables sur l'ensemble du réseau du métro de Séoul. Les quais sont au sous-sol le plus profond, des escaliers et escaliers mécaniques permettent les relations avec les autres niveaux et la surface.

### Desserte
Hanti est desservie par les rames omnibus qui circulent sur la ligne Suin-Bundang. Elle dispose de deux voies desservant deux quais équipés de portes palières.

Installations
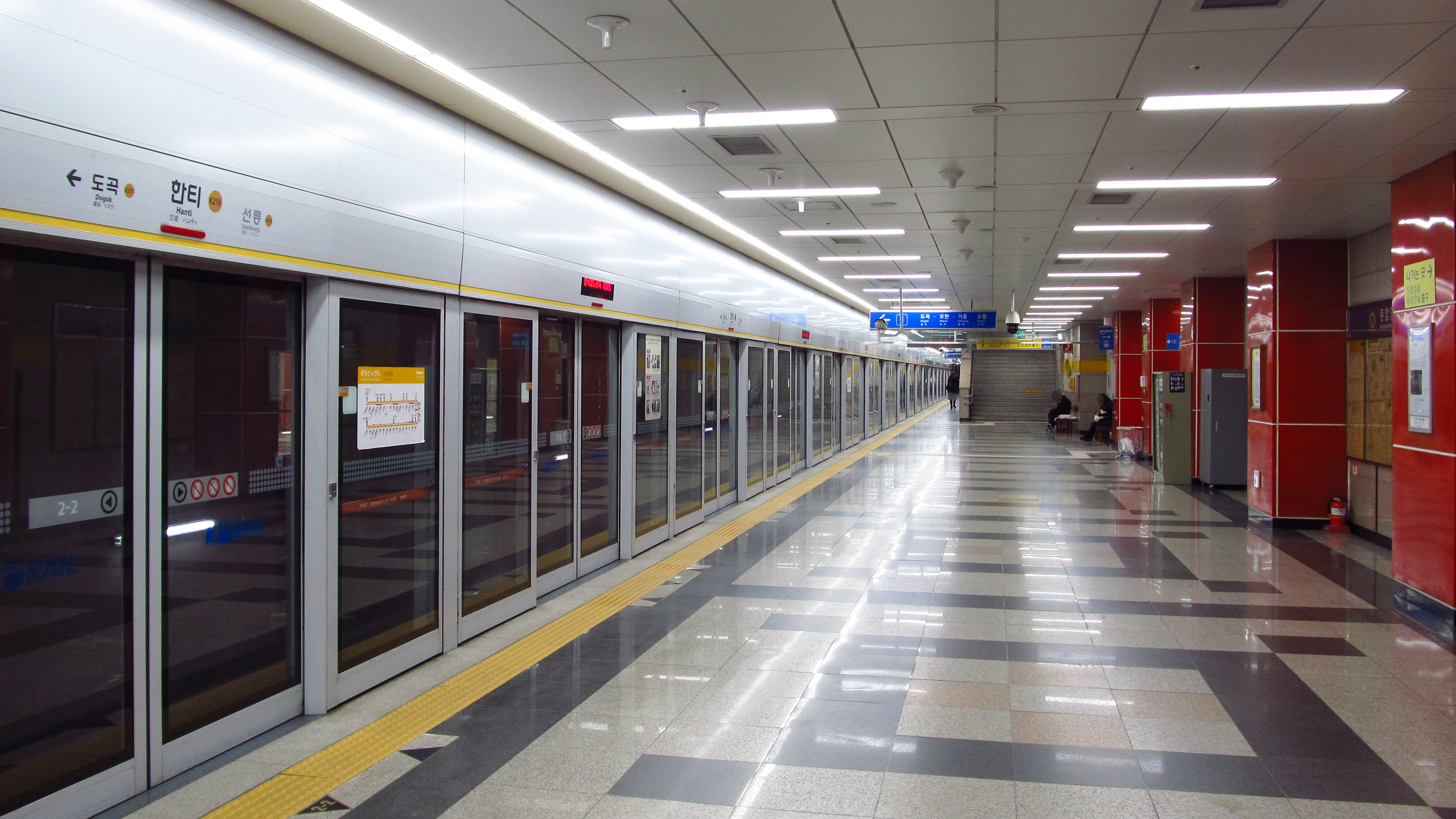
En 2018.
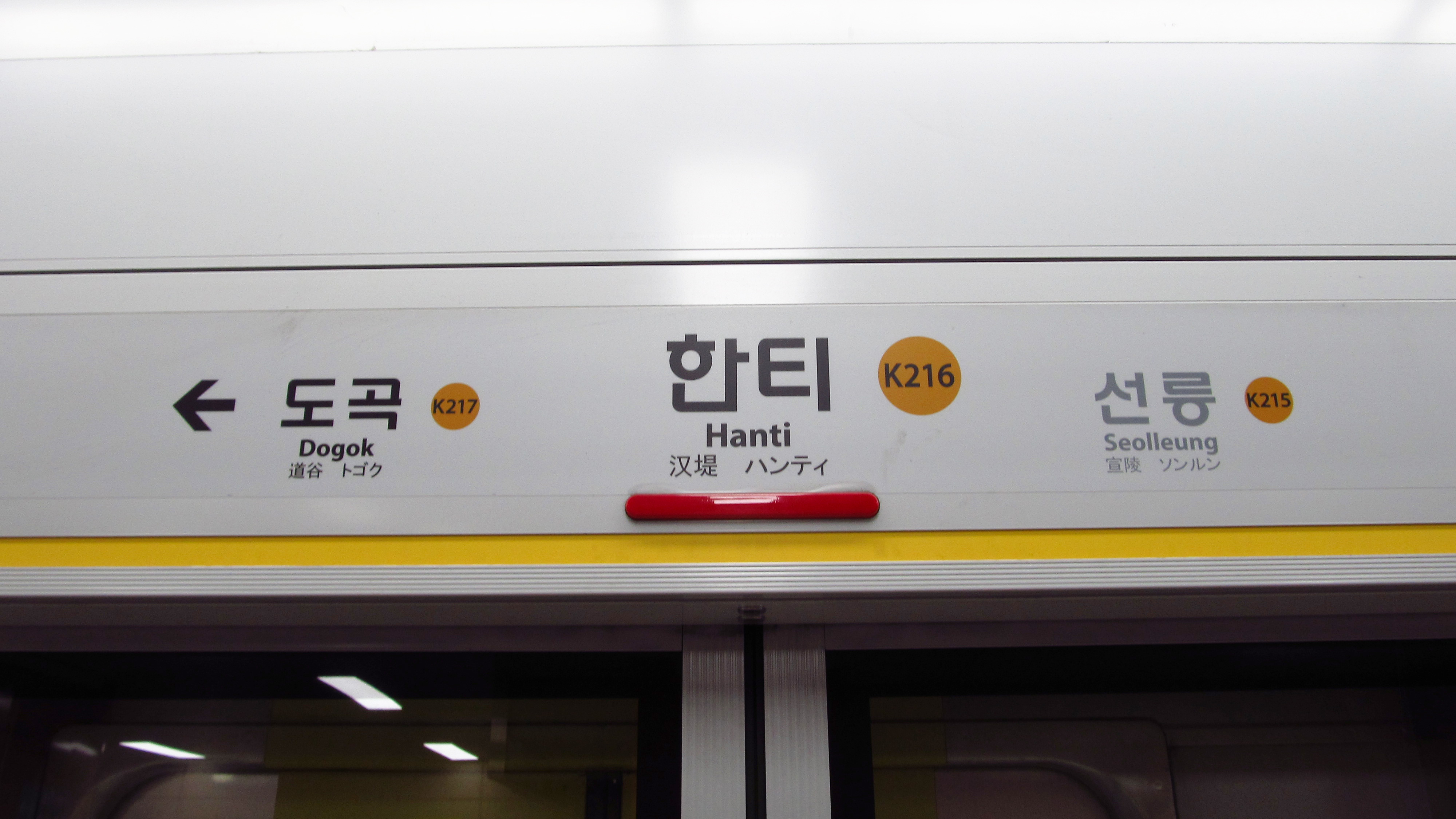
En 2018.
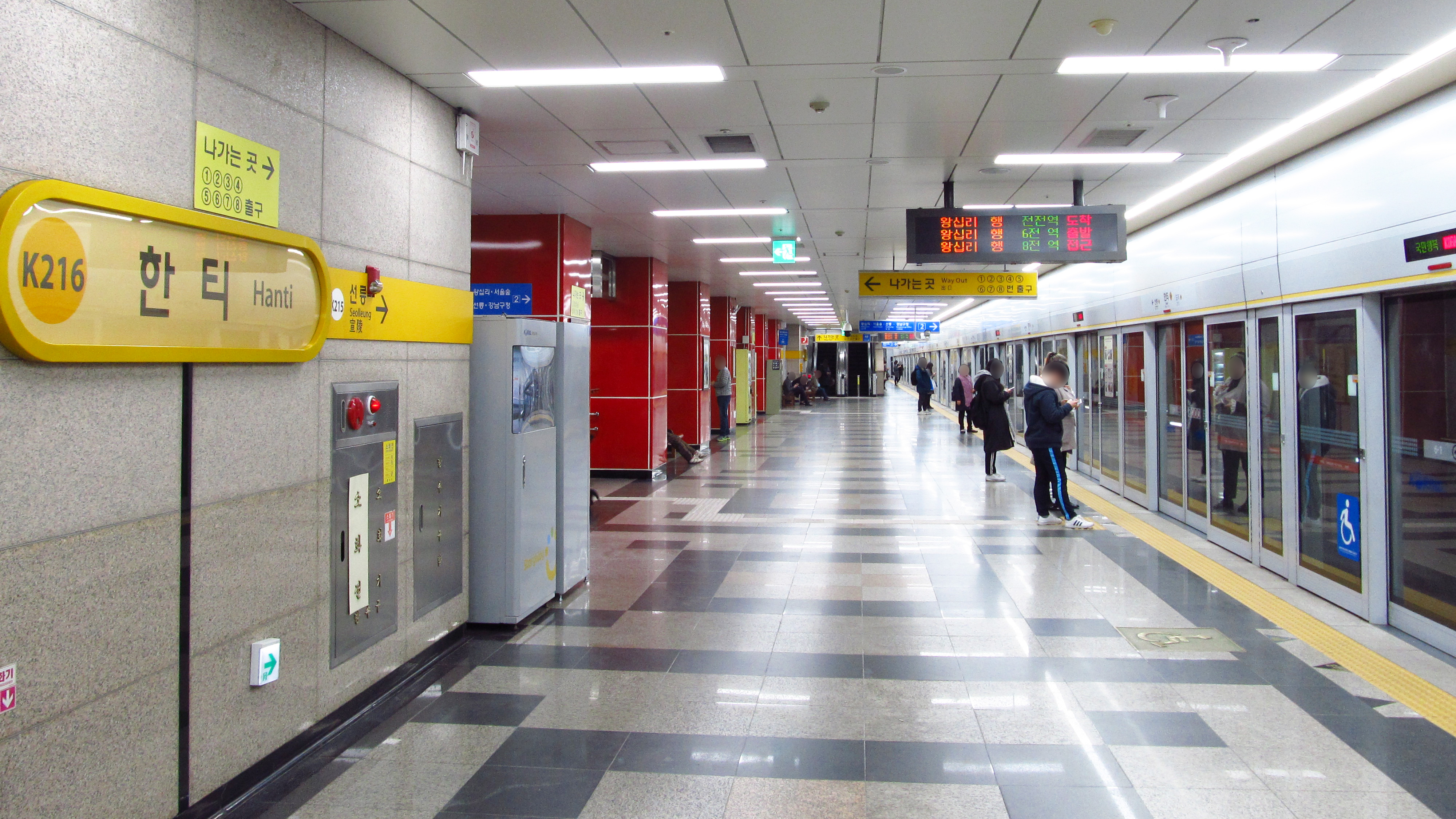
En 2018.

### Intermodalité
Des arrêts de bus sont établis à proximité des bouches de la station.